# مقاطعة شوفو
مقاطعة شوفو وتُعرف عند الأويغور بـ مقاطعة كاكسجار كوناكساهار أو تُختصر كمقاطعة كوناكساهار، وهي مقاطعة في منطقة سنجان ذاتية الحكم لقومية الأويغور وتحت إدارة ولاية كاشغر. تبلغ مساحتها 3,513 كيلومتر مربع (1,356 ميل2)، ووفقًا لتعداد عام 2002 يبلغ عدد سكانها 360،000.

## هجوم 2013

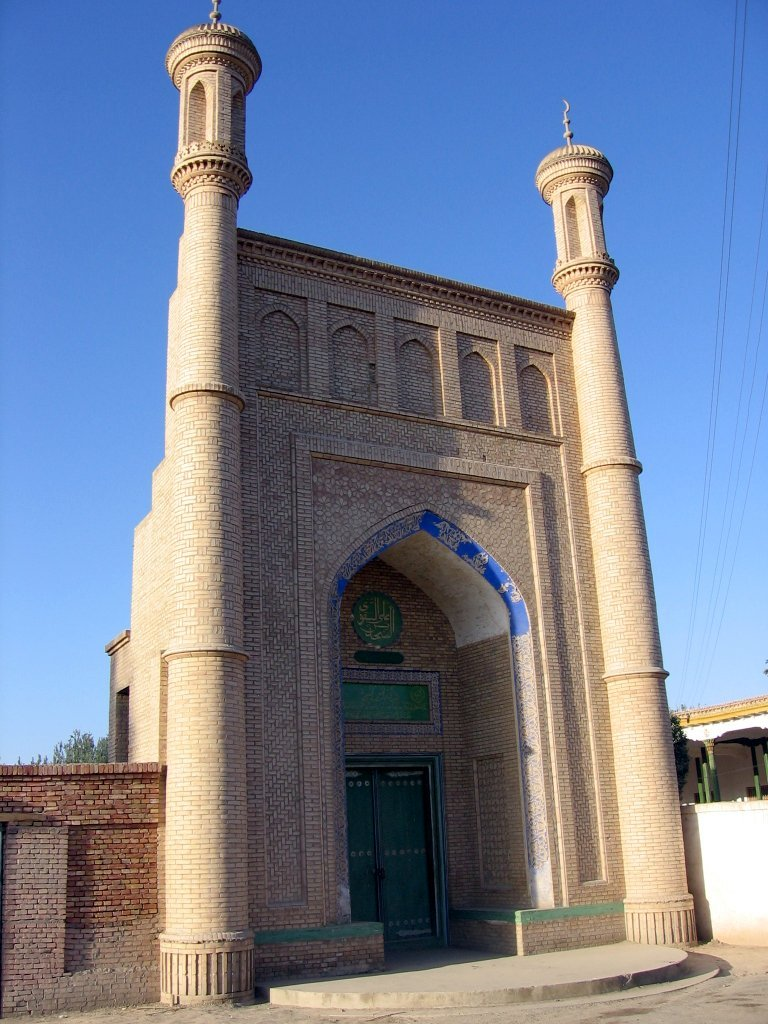

في 15 ديسمبر 2013، قتل 16 شخصًا في هجوم على مركز للشرطة. وهاجمت مجموعة مسلحة بالسكاكين والقنابل مركز الشرطة وقُتل ضابطي شرطة.